# Pavel Bučák
Pavel Bučák, též Pavol Bučák (8. září 1906 Bijacovce – ???), byl slovenský a československý politik Komunistické strany Slovenska a poúnorový poslanec Národního shromáždění ČSR a Národního shromáždění ČSSR.

## Biografie
Po volbách do Národního shromáždění roku 1948 byl zvolen do Národního shromáždění za KSČ ve volebním kraji Liptovský Svätý Mikuláš. Mandát získal až dodatečně v dubnu 1953 poté, co rezignoval poslanec Ján Horár. V parlamentu zasedal až do konce funkčního období, tedy do roku 1954. Znovu se v parlamentu objevil po volbách roku 1954 [v databázi poslanecké sněmovny uváděn jako Pavol Burčák], kdy byl zvolen do Národního shromáždění za KSS ve volebním obvodu Levoča-Spišská Nová Ves. Mandát nabyl až dodatečně v červenci 1956 jako náhradník poté, co rezignoval poslanec Michal Ondruš. Mandát obhájil ve volbách roku 1960, nyní jako poslanec Národního shromáždění ČSSR za Východoslovenský kraj. V parlamentu setrval do konce funkčního období, tedy do voleb roku 1964.
V letech 1955–1962 se uvádí jako člen Ústředního výboru Komunistické strany Slovenska.